# Біркіш
Біркіш (рум. Birchiș) — село у повіті Арад в Румунії. Адміністративний центр комуни Біркіш.
Село розташоване на відстані 351 км на північний захід від Бухареста, 69 км на схід від Арада, 142 км на південний захід від Клуж-Напоки, 76 км на схід від Тімішоари.

## Населення
За даними перепису населення 2002 року у селі проживали 729 осіб. Рідною мовою 724 особи (99,3%) назвали румунську.
Національний склад населення села:
| Національність | Кількість осіб | Відсоток |
| -------------- | -------------- | -------- |
| румуни         | 643            | 88,2%    |
| цигани         | 81             | 11,1%    |